# Ізворово (Старозагорська область)
І́зворово (болг. Изворово) — село в Старозагорській області Болгарії. Входить до складу общини Чирпан.

## Населення
За даними перепису населення 2011 року у селі проживали 129 осіб.
Національний склад населення села:
| Національність   | Кількість осіб | Відсоток |
| ---------------- | -------------- | -------- |
| болгари          | 116            | 92,1%    |
| інша             | 8              | 6,3%     |
| Всього відповіли | 126            |          |

Розподіл населення за віком у 2011 році:
Динаміка населення: